# Madotheca
Madotheca là một chi rêu trong họ Porellaceae.